# NGC 2671
NGC 2671 est un amas ouvert,, situé dans la constellation des Voiles. Il a été découvert par l'astronome écossais James Dunlop en 1826.

NGC 2671 est à environ 1 160 pc (∼3 780 al) du système solaire et les dernières estimations donnent un âge de 79 millions d'années. La taille apparente de l'amas est de 5 minutes d'arc, ce qui, compte tenu de la distance, donne une taille réelle maximale d'environ 5,5 années-lumière. 

Selon la classification des amas ouverts de Robert Trumpler, cet amas renferme moins de 50 étoiles (lettre p) dont la concentration est forte (I) et dont les magnitudes se répartissent sur un grand intervalle (le chiffre 3).